# 青葉号
青葉号（あおばごう）とは、愛知県名古屋市と宮城県仙台市を結ぶ夜行高速バスである。
全便座席指定制のため、乗車には予約が必要。

## 運行会社
- 名鉄バス（名古屋中央営業所）
- 宮城交通（仙台南営業所）
- 名鉄観光バス：繁忙期（5号車）のみ担当。

## 運行経路
名鉄バスセンター（5番乗り場/12番降り場） - <名駅南三丁目 ‐ 江川線 ‐ 山王入口／尾頭橋出口 - 名古屋高速4号東海線 - 東海JCT ‐ 伊勢湾岸自動車道 - 豊田JCT ‐ 東名高速道路 ‐ 浜松西IC - 小豆餅二丁目東 ‐ 国道257号 ‐ 萩丘二丁目 ‐ 中沢町 ‐ 国道152号 ‐ 市役所前 ‐ 早馬町 ‐ 広小路> ‐ 浜松駅バスターミナル（11番乗り場） ‐ <広小路 ‐ 国道152号 ‐ 静岡県道65号 ‐ 浜松IC ‐ 東名高速道路 ‐ 海老名JCT - 圏央道 - 久喜白岡JCT  - 東北自動車道 - 仙台宮城IC - 仙台西道路 - 広瀬通り - 東二番丁通り - 青葉通り - 駅前通り> - 仙台駅前（宮交仙台高速バスセンター）（40番乗り場）
※仙台行・名古屋行ともに遠州豊田PA、厚木PA、上河内SA、国見SAにて乗務員交代のため停車する。また遠州豊田PA・国見SAは開放休憩となる。

## 歴史
- 1990年（平成2年）4月27日 - 運行開始。当時は、名古屋 - 中央道 - 首都高速 - 東北道 - 仙台の経路だった。
- 2003年（平成15年） - 栄への停車を開始。
- 2008年（平成20年）4月1日 - 運行経路変更により、所要時間を20分短縮。夏場に限り、中央道 - 長野道 - 北陸道 - 磐越道経由となる。
- 2010年（平成22年）11月1日 - この日の出発便より同年12月21日出発便まで（金曜日を除く）、開業20周年キャンペーンとして、大人片道運賃を月曜日～木曜日は7,500円、土曜日・日曜日・祝日は9,500円にそれぞれ割引。なお、金曜日は通常運賃（10,190円）となる[1]。
- 2011年（平成23年）
  - 1月11日 - この日の出発便より同年3月31日出発便まで（金曜日を除く）、大人片道運賃を月曜日～木曜日は7,200円、土曜日・日曜日・祝日（ハイウェイバスドットコムでクレジット決済の場合に限る）は7,900円にそれぞれ割引[2]。
  - 3月11日 - この日発生した東北地方太平洋沖地震（東日本大震災）により、東北自動車道などが震災の被害で通行止めになったため、この日より同年3月25日（仙台発は3月26日）出発便まで運行を休止。
  - 3月26日 - この日の名古屋発の便より運行を再開（仙台発は翌3月27日より再開）。当面は名鉄バスの単独運行。また、同年4月26日出発便までは「名古屋・仙台 緊急支援バス」として特別運賃（大人片道7,000円、子供半額）で運行[3]。
  - 4月7日 - この日の仙台出発便（名古屋発は翌4月8日）から宮城交通が運行を再開。
  - 10月1日 - この日の出発便より通年で新潟・磐越道経由を北関東道経由に変更、所要時間を20分短縮。あわせて同年12月21日出発便までの期間限定で、応援キャンペーンとして、大人片道運賃を月曜日～木曜日は7,000円、金曜日は9,000円、土曜日・日曜日・祝日は8,000円にそれぞれ割引[4]。
- 2012年（平成24年）1月16日 - この日の出発便より同年3月31日出発便まで、座席数限定でキャンペーン席を発売。運賃は2011年10月1日～12月21日までのキャンペーン運賃と同額[5]。
- 2013年（平成25年）
  - 1月7日 - この日の出発便より大人運賃を乗車日により5段階に設定（7,000円～11,000円）。あわせて往復割引運賃を廃止[6]。
  - 4月1日 - この日の出発便より宮城交通便が運休、当面は名鉄バスの単独運行。
  - 10月1日 - この日の仙台出発便より宮城交通便が運行を再開。
- 2014年（平成26年）
  - 3月3日 - この日より再び宮城交通が運休、名鉄バス単独運行。
  - 7月23日 - この日の仙台出発便より宮城交通便が運行を再開。
- 2018年（平成30年）5月8日 - この日の名古屋出発便より（一部期間を除き）名鉄バスが運休、当面は宮城交通の単独運行となった（2019年9月現在は運行を再開している）[7]。
- 2019年（令和元年）6月21日 - 運賃改定[8][9]。
- 2020年（令和2年）
  - 4月11日 - 新型コロナウイルスの影響により、この日の仙台出発便より宮城交通便が運休（同年6月29日出発便まで運休と発表された。この段階で名鉄便は通常通り運行）[10]。
  - 4月15日 - この日の名古屋出発便より名鉄バス便が当面の間運休[11][12]。
  - 6月4日 - この日の出発便より全便運行再開[13][14]。
- 2022年（令和4年）4月15日 - この日の出発便より浜松駅への停車を開始。あわせて栄（オアシス21）への停車を取りやめ[15]。浜松 - 仙台間の乗車券発売を遠州鉄道が取り扱い開始[16]。

## 使用車両
- 名鉄バスはスーパーハイデッカー車両（三菱ふそう・エアロクィーン）、宮城交通はハイデッカー車両（日野・セレガ）で運行。両社ともにコンセント・仕切りカーテン・Wi-Fiを装備した独立3列シート車両を使用する。
- 名鉄バスのエアロクイーンには、上記に加えてプレミアムワイドシート、プラズマクラスター、ウェルカムアロマなどが装備される。
- 繁忙期には5号車が設定され、名鉄観光バスの4列シート車両が使用される。

## 利用状況
鉄道では直通運転が困難な地区同士を結ぶ系統であり、開業当初から乗車率は高い。
| 年度               | 運行日数 | 運行便数 | 年間輸送人員 | 1日平均人員 | 1便平均人員 |
| ------------------ | -------- | -------- | ------------ | ----------- | ----------- |
| 2002（平成14）年度 | 365      | 1,028    | 21,843       | 59.8        | 21.2        |
| 2003（平成15）年度 | 365      | 920      | 20,850       | 57.1        | 22.7        |
| 2004（平成16）年度 | 365      | 1,008    | 28,346       | 77.7        | 28.1        |
| 2005（平成17）年度 | 365      | 1,054    | 28,458       | 78.0        | 27.0        |
| 2006（平成18）年度 | 365      | 1,087    | 20,878       | 57.2        | 19.2        |
| 2007（平成19）年度 | 366      | 832      | 17,241       | 47.1        | 20.7        |